# Laurenz Dehl
Laurenz Dehl (* 12. Dezember 2001 in Berlin) ist ein deutscher Fußballspieler. Er steht beim FC Rot-Weiß Erfurt unter Vertrag.

## Karriere
Laurenz Dehl wechselte 2011 vom SV Blau-Gelb Berlin in die Jugendabteilung des 1. FC Union Berlin, die er von da an komplett durchlief. Vor seinem letzten Jahr als Juniorenspieler stattete der Verein ihn mit einem Lizenzspielervertrag für die kurz zuvor in die Fußball-Bundesliga aufgestiegene Profimannschaft aus. Eingesetzt wurde er jedoch in keinem Pflichtspiel. Die A-Jugendmannschaft des Clubs führte er in dieser Saison als Kapitän zum bis dahin besten Abschneiden eines Teams der 1. FC Union in der Junioren-Bundesliga, allerdings wurde die Saison wegen der COVID-19-Pandemie in Deutschland vorzeitig abgebrochen.
Zu diesem Zeitpunkt hatte Dehl bereits länger verletzungsbedingt pausieren müssen. Im Sommer verlieh ihn der Verein bis zum Ende der Spielzeit 2020/21 an den Halleschen FC, um ihm das Sammeln von Spielpraxis in der 3. Liga zu ermöglichen. Seinen ersten Pflichteinsatz für den 1. FC Union bestritt Dehl im Play-off-Spiel der UEFA Europa Conference League gegen Kuopion PS, bei dem er einige Minuten vor Schluss für Tymoteusz Puchacz eingewechselt wurde. Im April 2022 verlängerte er seinen Vertrag in Berlin, da der Verein mit ihm langfristig als Rechtsverteidiger plante. Um Spielminuten zu sammeln, wechselte Dehl im August 2022 auf Leihbasis in die League of Ireland zu Bohemians Dublin. Nach nur einem Pflichtspieleinsatz in der Hinrunde wechselte Dehl Anfang Januar 2023 bis Saisonende auf Leihbasis zum deutschen Regionalligisten FC Viktoria 1889 Berlin.
Zur Saison 2023/24 kehrte er zur Union zurück, kam aber weiter nicht zum Einsatz. Im Januar 2024 verließ er die Berliner und wechselte zum österreichischen Bundesligisten SK Austria Klagenfurt, bei dem er einen bis 2026 laufenden Vertrag erhielt. Die Kärntner verliehen ihn aber direkt zurück an den Regionalligisten FC Viktoria 1889 Berlin. Für die Berliner kam er zu 15 Regionalligaeinsätzen. Nach dem Ende der Leihe kehrte er zur Saison 2024/25 nach Klagenfurt zurück. Für die Austria kam er insgesamt zu zehn Einsätzen in der Bundesliga, aus der das Team zu Saisonende aber abstieg.
Nach dem Abstieg kehrte Dehl zur Saison 2025/26 nach Deutschland zurück und wechselte zu Regionalligist FC Rot-Weiß Erfurt.